# Bent Norup
Bent Norup (* 7. November 1936 in Hobro, Dänemark; † 7. Mai 2007 in Udsholt Strand) war ein dänischer Opernsänger im Fach des Heldenbaritons.

## Leben
Schon während einer Banklehre in Kopenhagen nahm Norup privaten Gesangsunterricht. Anschließend ließ er seine Stimme bei Karl Schmitt-Walther in München und Herta Sperber in New York City ausbilden. Bevor er zwischen 1969 und 1975 als Solist am Königlichen Theater in Kopenhagen sang, war er Mitglied des Chores am selben Haus. Weitere Engagements führten ihn nach Braunschweig, Nürnberg und Hannover. 1994 kehrte er nach Kopenhagen zurück.
1983 sprang er für den erkrankten Siegmund Nimsgern in Bayreuth ein und interpretierte unter Georg Solti die Partie des Wanderers (Siegfried). Im selben Jahr gab er auch den Gunther (Götterdämmerung), erhielt aber eher zurückhaltende Kritiken. Dennoch machte sich Norup vor allem als Wagner-Sänger einen Namen. In Wien, Hamburg, Lüttich und Madrid trat er in der Titelrolle des Fliegenden Holländers auf, in London und Bordeaux sang er den Kurwenal (Tristan und Isolde). Als Klingsor (Parsifal) war er in seiner Heimat, in Kopenhagen und Aarhus, zu hören.
Zu seinem Repertoire zählten daneben Werke von Verdi, Bizet, Debussy, Puccini, Britten oder Schostakowitsch. Insgesamt sang er etwa hundert verschiedene Partien auf achtzig verschiedenen Bühnen.
1995 wurde Norup für seine Verdienste zum Ritter des Dannebrog-Ordens ernannt.